# 核糖體分流
核糖體分流（Ribosome shunting）為真核生物細胞的核糖體轉譯一些病毒mRNA時，在掃描mRNA的過程中跳過5′非翻译区部分二級結構複雜的序列，直接與該序列下游的序列結合的機制，最早於1990年代在花椰菜嵌紋病毒（CaMV）的mRNA中發現。許多病毒mRNA的核糖體分流需仰賴其5′非翻译区的上游开放阅读框（uORF），核糖體完成uORF的轉譯後（通常僅有2－15個密碼子），60S核糖体亚基自核糖體脫離，40S核糖体亚基則跳過（take-off）mRNA下游5－10nt處一段二級結構複雜的序列，與下游的降落位點（landing site）結合，再重新開始掃描，找到下一個開放閱讀框的起始密碼子後再次與60S亚基結合而開始轉譯。
已知腺病毒、仙台病毒、人類乳突病毒（HPV）、人泡沫病毒、鴨B型肝炎病毒、水稻东格鲁桿狀病毒（RTBV）與花椰菜嵌紋病毒等多種病毒的mRNA轉譯都有核糖體分流的機制。